# Marsangy
Marsangy – miejscowość i gmina we Francji, w regionie Burgundia-Franche-Comté, w departamencie Yonne.
Według danych z roku 2013 gminę zamieszkiwało 811 mieszkańców.